# Amanda Donohoe
Amanda Donohoe (Londres, 29 de junho de 1962) é uma atriz inglesa, de ascendência irlandesa, russa e suíça. Aos 15 anos, conheceu cantor pop Adam Ant, com quem começou a namorar, chamado a atenção da mídia. Ela participou dos videoclipes das canções "Antmusic" (1980) e "Stand and Deliver" (1981), da banda de Adam, Adam and the Ants. Mais tarde, ela se mudou para os Estados Unidos, onde apareceu em vários filmes, séries de televisão e peças teatrais.
Em 1991, ela ganhou o Globo de Ouro de melhor atriz coadjuvante em televisão, por sua atuação como C.J. Lamb, na série dramática da NBC, L.A. Law.
Entre 2009 e 2010, Amanda interpretou a personagem Natasha Wylde na telenovela britânica Emmerdale.